# Dischistus maroccanus
Dischistus maroccanus är en tvåvingeart som först beskrevs av Seguy 1930.  Dischistus maroccanus ingår i släktet Dischistus och familjen svävflugor.
Artens utbredningsområde är Marocko. Inga underarter finns listade i Catalogue of Life.